# Pilar Velázquez
Pilar Velázquez (vollständiger Name María del Pilar Velázquez Llorente, * 13. Februar 1946 in Madrid) ist eine spanische Schauspielerin.

## Leben
Nach ihrem Schulabschluss begann Velázquez in der Saison 1964/1965 mit der Schauspielerei auf der Bühne des Teatro Español ihrer Heimatstadt im Stück Caminos de Damasco. Zwischen 1966 und 1977 war sie in ungefähr 50 Film- und Fernsehrollen zu sehen, meist als bedrohte Schöne. 1979 heiratete sie den Sänger und Schauspieler Miguel Gallardo und gab ihre eigene Karriere zunächst auf. Nach der Scheidung von Gallardo konzentrierte sie sich zunächst ab 1987 auf die Bühne und auf Fernsehserien; erst 1996 war sie wieder (in Pon un hombre en tu vida) auf der Leinwand zu sehen.

## Filmografie (Auswahl)
- 1966: Una señora estupenda
- 1969: Seine Kugeln pfeifen das Todeslied (Il pistolero dell' Ave Maria)
- 1970: Manos torpes
- 1971: The Arizona Kid
- 1972: Ein Halleluja für Spirito Santo (Un oomo avvisato mezzo ammazzato… Parola di Spirito Santo)
- 1972: Rache in El Paso (I senza Dio)
- 2006: La buena voz